# Stazione di Vico Matrino
Stazione di Vico Matrino vasútállomás Olaszországban, Capranica településen.

## Vasútvonalak
Az állomást az alábbi vasútvonalak érintik:
- Viterbo–Róma-vasútvonal

## Kapcsolódó állomások
A vasútállomáshoz az alábbi állomások vannak a legközelebb:
- Stazione di Capranica-Sutri
- Stazione di Vetralla